# Колодяжненська сільська рада (Ковельський район)
Колодяжненська сільська рада Колодяжненської сільської об'єднаної територіальної громади (до 2016 року — Колодяжненська сільська рада Ковельського району Волинської області) — орган місцевого самоврядування Колодяжненської сільської громади Волинської області з центром у селі Колодяжне.

## Загальна інформація
Перші вибори ради Колодяжненської громади та сільського голови пройшли 30 квітня 2017 року.

## Історія
До 1939 року, за часів Польської Республіки, територія нинішньої сільської ради відносилася до Любитівської гміни Ковельського повіту Волинського воєводства. 
До 8 жовтня 2016 року — адміністративно-територіальна одиниця у Ковельському районі Волинської області: сільській раді підпорядковувались населені пункти
- с. Колодяжне
- с. Будище
- с. Волошки

Сільська рада складалась з 16 депутатів та голови. Склад ради: 10 депутатів (62.5 %) — самовисуванці, 5 депутатів (31.3 %) — від Народної партії та ще одна депутат (6.2 %) від партії Сильна Україна. 

### Населення
Населення сільської ради згідно з переписом населення 2001 року становить 1,413 осіб.
| Населенні пункти  | 2001 рік | 1989 рік |
| ----------------- | -------- | -------- |
| Будище            | 120      | 590      |
| Волошки           | 573      | 650      |
| Колодяжне         | 720      | 690      |
| Сукупне населення | 1,413    | 1,930    |

#### Мова
Розподіл населення за рідною мовою за даними перепису 2001 року:
| Мова       | Відсоток |
| ---------- | -------- |
| українська | 99,15 %  |
| російська  | 0,85 %   |

## Керівний склад сільської ради
| ПІБ                         | Основні відомості                                                                                                | Дата обрання | Дата звільнення |
| --------------------------- | --- | ------------ | --------------- |
| Філіпчук Олена Сергіївна    | Сільський голова, 1957 року народження, освіта, член Народного Руху України                                      | 26.03.2006   | 31.10.2010      |
| Кушнирук Ярослав Степанович | Сільський голова, 1963 року народження, освіта середня спеціальна, член Всеукраїнського об'єднання «Батьківщина» | 31.10.2010   |                 |

Примітка: таблиця складена за даними джерела